# Quinto Aurelio Simmaco (console 446)
Quinto Aurelio Simmaco (latino: Quintus Aurelius Symmachus; fl. 446) è stato un senatore romano della tarda antichità, appartenente alla famiglia dei Symmachi.

## Biografia
Di lui è attestato solo il consolato del 446, per la corte occidentale, assieme a Flavio Ezio (al terzo consolato).
Fu probabilmente figlio di Quinto Fabio Memmio Simmaco (e quindi nipote dell'oratore Quinto Aurelio Simmaco), e padre di Quinto Aurelio Memmio Simmaco, console nel 485.
Forse va identificato col Simmaco cui Ambrogio Teodosio Macrobio dedicò il trattato De differentiis vel societatibus graeci latinique verbi.